# Pseudo-riemann-variëteit
In de differentiaalmeetkunde is een pseudo-riemann-variëteit (ook wel een semi-riemann-variëteit genoemd) een veralgemening van een riemann-variëteit. Het is een van de vele wiskundige objecten die vernoemd zijn naar de Duitse wiskundige Bernhard Riemann. Het belangrijkste verschil tussen een riemann-variëteit en een pseudo-riemann-variëteit is dat op een pseudo-riemann-variëteit de metrische tensor niet positief-definiet hoeft te zijn. In plaats daarvan wordt de zwakkere conditie van niet-ontaard zijn opgelegd.

## Definitie
Een pseudo-riemann-variëteit {\displaystyle \,(M,g)} is een differentieerbare variëteit {\displaystyle \,M} die is uitgerust met een niet-gedegeneerde, gladde, symmetrische metrische tensor {\displaystyle \,g}.
Zo'n metriek noemt men een pseudo-riemann-metriek en haar waarden kunnen positief, negatief of nul zijn. 
Pseudo-riemann-metrieken worden ingedeeld naar signatuur {\displaystyle (p,q)}, waarbij {\displaystyle p} en {\displaystyle q} niet-negatieve gehele getallen zijn, respectievelijk het aantal positieve en negatieve eigenwaarden van de metrische tensor.

## Lorentz-variëteit
Een lorentz-variëteit is een belangrijk speciaal geval van een pseudo-riemann-variëteit, waarin de signatuur van de metriek {\displaystyle (1,n-1)} (of soms {\displaystyle (n-1,1)} is, zie ook tekenconventie. Dergelijke metrieken worden lorentz-metrieken genoemd, naar de Nederlandse natuurkundige Hendrik Lorentz.

### Toepassingen in de natuurkunde
Naast riemann-varïëteiten vormen lorentz-variëteiten de belangrijkste deelklasse van pseudo-riemann-variëteiten. Ze zijn belangrijk vanwege hun natuurkundige toepassingen in de  algemene relativiteitstheorie.
Een belangrijke veronderstelling in de algemene relativiteitstheorie is dat de ruimtetijd als een 4-dimensionale lorentz-variëteit van signatuur (3,1) (of op equivalente wijze (1,3) kan worden gemodelleerd. In tegenstelling tot riemann-variëteiten met positief-definiete metrieken, staat een signatuur van (p,1) of (1,q) toe dat raaklijnvectoren kunnen worden geclassificeerd als tijdachtig, nul of ruimteachtig (zie causale structuur).

## Eigenschappen van pseudo-riemann-variëteiten
Net zoals de euclidische ruimte {\displaystyle \mathbb {R} ^{n}} kan worden beschouwd als de model riemann-variëteit, is de minkowski-ruimte {\displaystyle \mathbb {R} ^{n-1,1}} met de minkowskitensor de model lorentz-variëteit. Op dezelfde wijze is de modelruimte voor een pseudo-riemann-variëteit van signatuur {\displaystyle (p,q)} gelijk aan {\displaystyle \mathbb {R} ^{p,q}} met de metriek
{\displaystyle g=dx_{1}^{2}+\cdots +dx_{p}^{2}-dx_{p+1}^{2}-\cdots -dx_{n}^{2}}
Enkele basisstellingen uit de riemann-meetkunde kunnen worden veralgemeend naar het pseudo-riemanngeval. Met name geldt de basisstelling van de riemann-meetkunde ook voor pseudo-riemann-variëteiten. Hierdoor kan men spreken van de levi-civita-verbinding op een pseudo-riemann-variëteit, samen met de geassocieerde krommingstensor. Aan de andere kant zijn er vele stellingen in de riemann-meetkunde, die in het veralgemeende geval niet opgaan. Het is bijvoorbeeld niet waar dat elke gladde variëteit een pseudo-riemann-metriek van een gegeven signatuur toelaat; er zijn bepaalde topologische obstakels. Bovendien hoeft een deelvariëteit van een pseudo-riemann-variëteit niet per se een pseudo-riemann-variëteit te zijn.